# Kreuzklappe

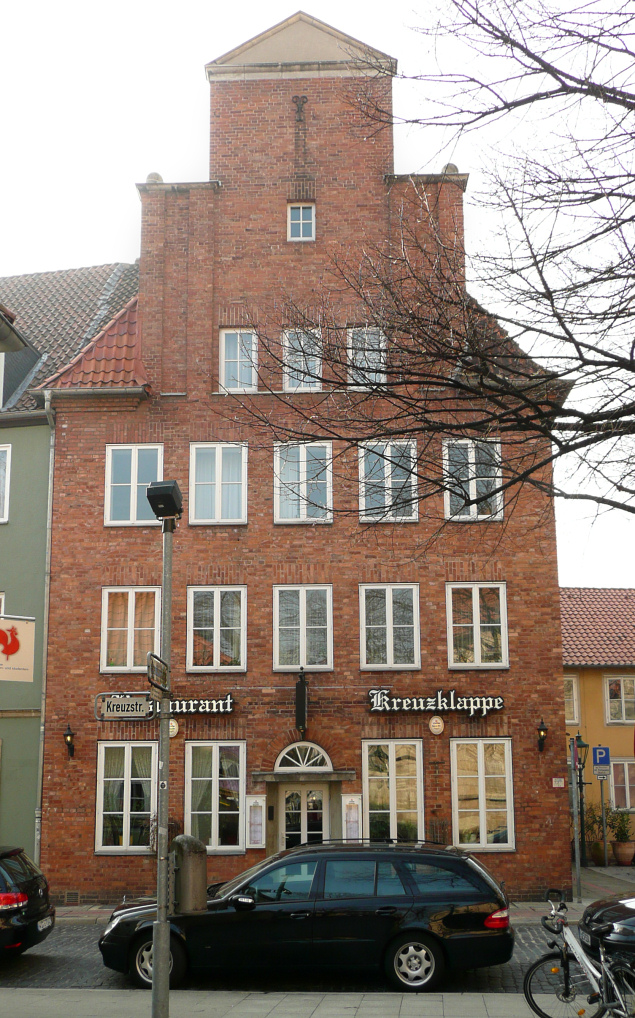
Das heutige Gebäude mit Treppengiebel

Die Kreuzklappe ist ein seit 1887 bestehendes Restaurant im Kreuzkirchenviertel in der Altstadt von Hannover. Es befindet sich am Kreuzkirchhof 5 in einem denkmalgeschützten Gebäude schräg gegenüber der Kreuzkirche. Die wechselvolle Geschichte des Ortes reicht bis in das Mittelalter zurück. Seit 1972 werden in dem Restaurant türkische Spezialitäten angeboten.

## Geschichte

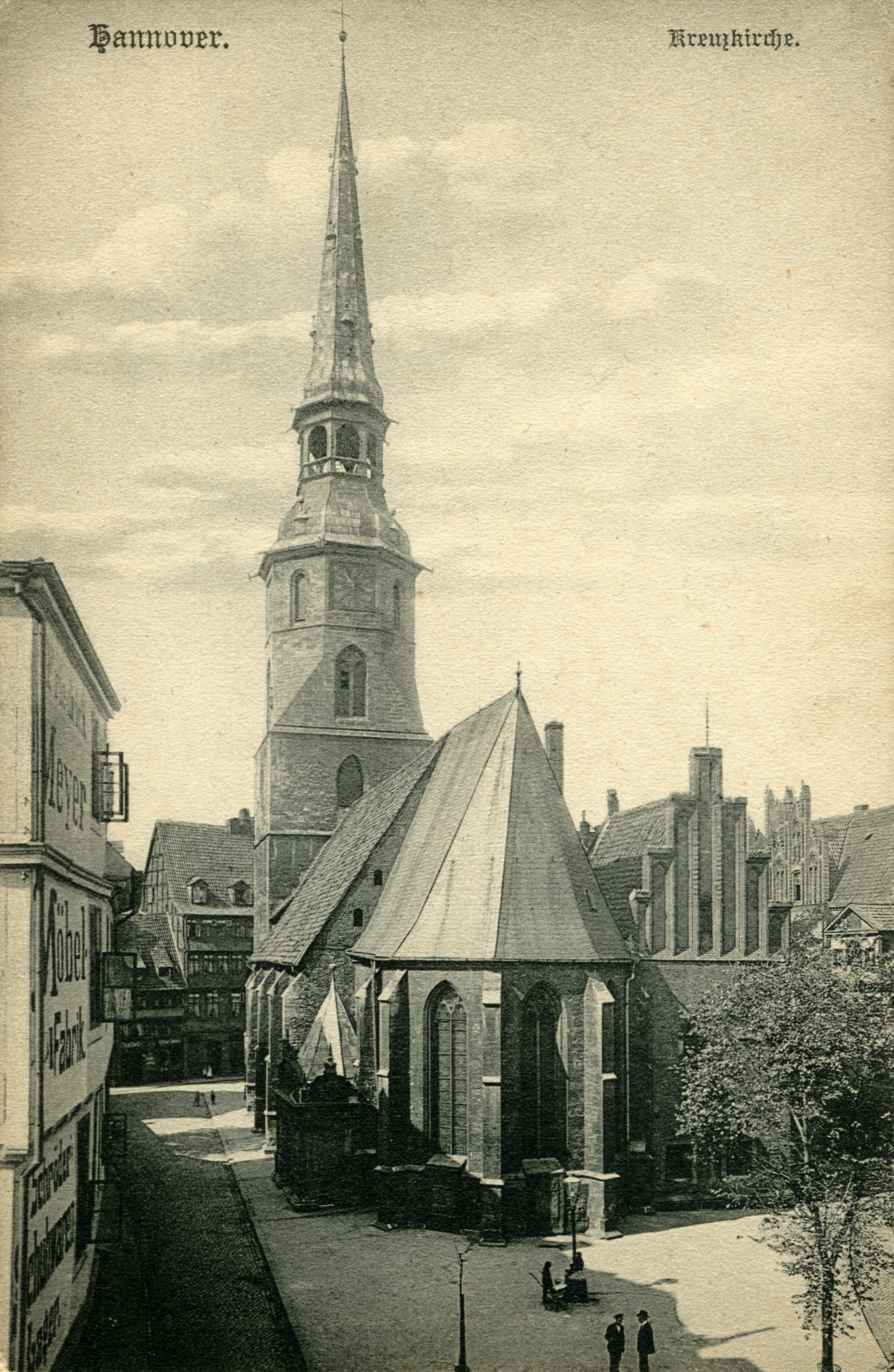
Blick durch den (heutigen) „Kreuzkirchhof“ auf das Restaurant um 1900;
Ansichtskarte Nummer „1034“ von Karl F. Wunder

An der Stelle des heutigen Gebäudes wurde 1546 das ehemalige „Hokenamtshaus“ errichtet. Die „Hoken“ waren Krämer, die mit „Fettwaren, Käsen und Heringen“ handelten. 1863 und 1878 wurde das Gebäude im Dachbereich und im Erdgeschoss für die veränderten Bedürfnisse umgebaut.
1887 eröffnete im Gebäude das „Restaurant zur Kreuzklappe“, das, einhergehend mit dem wirtschaftlichen Niedergang der Altstadt, vor allem seit den 1920er Jahren einen zweifelhaften Ruf genoss. In der Weimarer Republik war das Lokal Treffpunkt für Schwarzhändler, Hehler sowie Prostituierte und es machte durch häufige Schlägereien von sich reden.
In der Zeit des Nationalsozialismus wurde die Gaststätte zum stadtbekannten Kampflokal der SA, die von hier aus „wahre Prügelorgien“ veranstaltete und unter anderem die „rote Arbeiterschaft“ im Altstadtviertel bekämpfte. Zwischen 1939 und 1941 wurde das Gebäude im Zuge der „Altstadtgesundung“ – insbesondere des Kreuzkirchen- und des Ballhofviertels – nahezu in den mittelalterlichen Ursprungszustand zurückversetzt. 1943, im Zweiten Weltkrieg, wurde es bei den Luftangriffen auf Hannover zerstört.
In der Nachkriegszeit, während der Neuerrichtung des Kreuzkirchenviertels unter Stadtbaurat Rudolf Hillebrecht, wurde auch das heutige Gebäude mit historisierender Fassade errichtet. Die Fertigstellung war 1951. Ab Ende der 1950er Jahre gab sich hier wiederum eine offenbar kriminelle Klientel ein Stelldichein. Erst ab 1972 fand die ruchbare Vergangenheit des Hauses ein positives Ende, mit einem neuen Wirt und einer stilvollen Umgestaltung der Innenräume. Heute ist die Kreuzstraße aufgrund ihres historischen Charakters ein nahezu werbefreier Straßenzug, der in jüngster Zeit auch für Fernsehproduktionen entdeckt wird.

## Baubeschreibung
Das dreigeschossige, giebelständige Wohn- und Geschäftshaus Kreuzkirchhof 5 wurde 1951 durch die Architekten Gebrüder Siebrecht in Klinkerbauweise ausgeführt. Der historisierende Treppengiebel schließt die Nordwestseite der Kreuzstraße optisch ab. Die Sonderfunktion des Gebäudes wird verstärkt durch den schmalen Giebel als platzrahmende und seine den Raum des Kirchvorplatzes betonende Wirkung. Die Kombination mit der anschließenden, zurückspringenden Wohnbebauung ist als Blickfang ausgerichtet insbesondere auf die Erschließung des Kirchplatzes von der Knochenhauerstraße.